# Victor Bulat
Victor Bulat (Tiraspol, 5 gennaio 1985) è un ex calciatore moldavo, di ruolo centrocampista.

## Carriera

### Club
Ha giocato nella massima serie moldava.

### Nazionale
Ha giocato 8 partite con la nazionale moldava.

## Palmarès

### Club

#### Competizioni nazionali
- Campionato moldavo: 1

Dacia Chisinau: 2010-2011
- Coppa di Moldavia: 1

Tiraspol: 2012-2013

## Statistiche

### Cronologia presenze e reti in nazionale
| Cronologia completa delle presenze e delle reti in nazionale ― Moldavia | Cronologia completa delle presenze e delle reti in nazionale ― Moldavia | Cronologia completa delle presenze e delle reti in nazionale ― Moldavia | Cronologia completa delle presenze e delle reti in nazionale ― Moldavia | Cronologia completa delle presenze e delle reti in nazionale ― Moldavia | Cronologia completa delle presenze e delle reti in nazionale ― Moldavia | Cronologia completa delle presenze e delle reti in nazionale ― Moldavia | Cronologia completa delle presenze e delle reti in nazionale ― Moldavia |
| Data                                                                    | Città                                                                   | In casa                                                                 | Risultato                                                               | Ospiti                                                                  | Competizione                                                            | Reti                                                                    | Note                                                                    |
| ----------------------------------------------------------------------- | ----------------------------------------------------------------------- | ----------------------------------------------------------------------- | ----------------------------------------------------------------------- | ----------------------------------------------------------------------- | ----------------------------------------------------------------------- | ----------------------------------------------------------------------- | ----------------------------------------------------------------------- |
| 15-10-2008                                                              | Lussemburgo                                                             | Lussemburgo                                                             | 0 – 0                                                                   | Moldavia                                                                | Qual. Mondiali 2010                                                     | -                                                                       | 53’ 90’                                                                 |
| 19-11-2008                                                              | Tallinn                                                                 | Lituania                                                                | 1 – 1                                                                   | Moldavia                                                                | Turniir Linnapeade Karikatele                                           | -                                                                       | 86’                                                                     |
| 1-4-2009                                                                | Ginevra                                                                 | Svizzera                                                                | 2 – 0                                                                   | Moldavia                                                                | Qual. Mondiali 2010                                                     | -                                                                       | 16’                                                                     |
| 6-6-2009                                                                | Adalia                                                                  | Georgia                                                                 | 1 – 2                                                                   | Moldavia                                                                | Amichevole                                                              | -                                                                       | 80’                                                                     |
| 10-6-2009                                                               | Borisov                                                                 | Bielorussia                                                             | 2 – 2                                                                   | Moldavia                                                                | Amichevole                                                              | -                                                                       |                                                                         |
| 12-8-2009                                                               | Erevan                                                                  | Armenia                                                                 | 1 – 4                                                                   | Moldavia                                                                | Amichevole                                                              | -                                                                       | 76’                                                                     |
| 9-9-2009                                                                | Chișinău                                                                | Moldavia                                                                | 1 – 1                                                                   | Grecia                                                                  | Qual. Mondiali 2010                                                     | -                                                                       |                                                                         |
| 10-10-2009                                                              | Ramat Gan                                                               | Israele                                                                 | 3 – 1                                                                   | Moldavia                                                                | Qual. Mondiali 2010                                                     | -                                                                       | 21’                                                                     |
| Totale                                                                  |                                                                         | Presenze                                                                | 8                                                                       |                                                                         | Reti                                                                    | 0                                                                       |                                                                         |